# Alessandro Guaccero
Alessandro Guaccero (Palo del Colle, 18 dicembre 1878 – Triggiano, 20 febbraio 1946) è stato un medico e politico italiano.
Massone, fu iniziato nella loggia "Domenico Cirillo" di Napoli, del Grande Oriente d'Italia.